# National Capital Tour
Le National Capital Tour est une course cycliste par étapes australienne disputée dans le Territoire de la capitale australienne. Il comprend deux courses : une pour les hommes et une pour les femmes. Créé en 2013, il ne fait pas partie de l'UCI Oceania Tour. Il fait en revanche partie du National Road Series de la Fédération australienne de cyclisme. 

## Palmarès

### Épreuve masculine
| Année | Vainqueur        | Deuxième        | Troisième        |
| ----- | ---------------- | --------------- | ---------------- |
| 2013  | Nathan Earle     | Jack Haig       | Brodie Talbot    |
| 2014  | Patrick Bevin    | Benjamin Dyball | Joseph Cooper    |
| 2015  | Joseph Cooper    | Matthew Clark   | Patrick Lane     |
| 2016  | Joseph Cooper    | Robert Stannard | Dylan Sunderland |
| 2017  | Brendan Johnston | Ben Hill        | Sean Trainor     |
| 2018  | Ayden Toovey     | Jesse Featonby  | Cameron Roberts  |

### Épreuve féminine
| Année | Vainqueur      | Deuxième    | Troisième           |
| ----- | -------------- | ----------- | ------------------- |
| 2013  |                |             |                     |
| 2014  | Ellen Skerritt | Ruth Corset | Alexandria Nicholls |